# خون‌سرد (فیلم ۱۹۹۵)
خون‌سرد (به انگلیسی: Coldblooded) فیلمی محصول سال ۱۹۹۵ و به کارگردانی والاس وودرسکی است. در این فیلم بازیگرانی همچون جیسون پریستلی، پیتر ریجرت، کیمبرلی ویلیامز-پیزلی، جنین گرافلو، رابرت لوجا، جاش چارلز، دیوید آنتونی هیگینس، دوریس گرا، آن کارول، مایکل جی. فاکس و تالیا بالسام ایفای نقش کرده‌اند.